# Two Rocks
Two Rocks es un suburbio exterior en el extremo norte de Perth, la capital del estado de Australia Occidental, ubicada a 61 kilómetros al norte del distrito central de negocios de la ciudad. Es parte de la autoridad local de la Ciudad de Wanneroo y representa la extensión más al norte del área metropolitana de Perth. El suburbio más cercano a Two Rocks es Yanchep.
El suburbio contiene un desarrollo de marina y fue, desde 1981 hasta 1990, el hogar del Atlantis Marine Park y el centro del desarrollo de Yanchep Sun City.
A pesar de que el suburbio tiene un área grande, la gran mayoría de la población total del suburbio vive dentro de una región de 2.3 kilómetros cuadrados, cerca de la costa, a cada lado del puerto deportivo. Grandes secciones del suburbio están cercadas debido a artefactos explosivos sin detonar que quedaron de actividades militares pasadas en el área.
Un gran incendio forestal en el área en 1991 destruyó muchas viviendas en el suburbio.

## Historia
El suburbio de Two Rocks toma su nombre de dos prominentes rocas en alta mar desde Wreck Point. Fue aprobado como nombre de un suburbio en 1975.

## Transporte
Two Rocks es servido por la ruta de autobús 490 Transperth desde la estación de tren Butler, que viaja a lo largo de la avenida Marmion y Yanchep Beach.
- Datos: Q7859203
- Multimedia: Two Rocks, Western Australia / Q7859203

1. ↑  Worldpostalcodes.org, código postal n.º 6037.